# 贝雷济夫卡
貝雷濟夫卡（烏克蘭語：Березівка，羅馬化：Berezivka，發音：[be.reˈz⁽ʲ⁾iu̯.kɐ]），亦译为别列佐夫卡，是乌克兰西南部敖德薩州贝雷济夫卡区贝雷济夫卡市镇内的城市，为该区及该市镇的行政中心。該市位於季利古爾河畔，距離州府敖德薩83公里，始建於1802年，面積34.46平方公里，海拔高度8米，2022年人口数量为9,428人。

## 图集

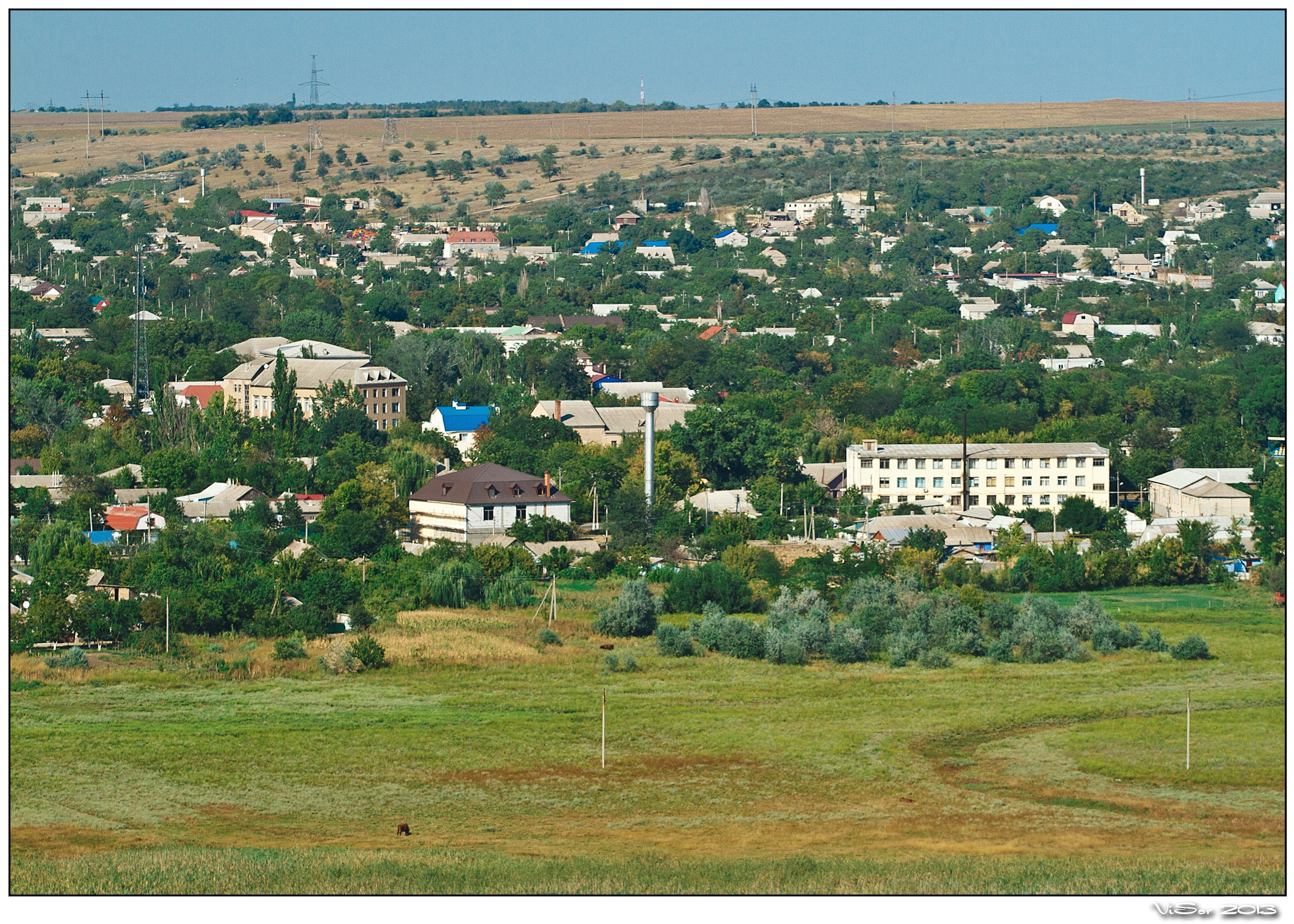
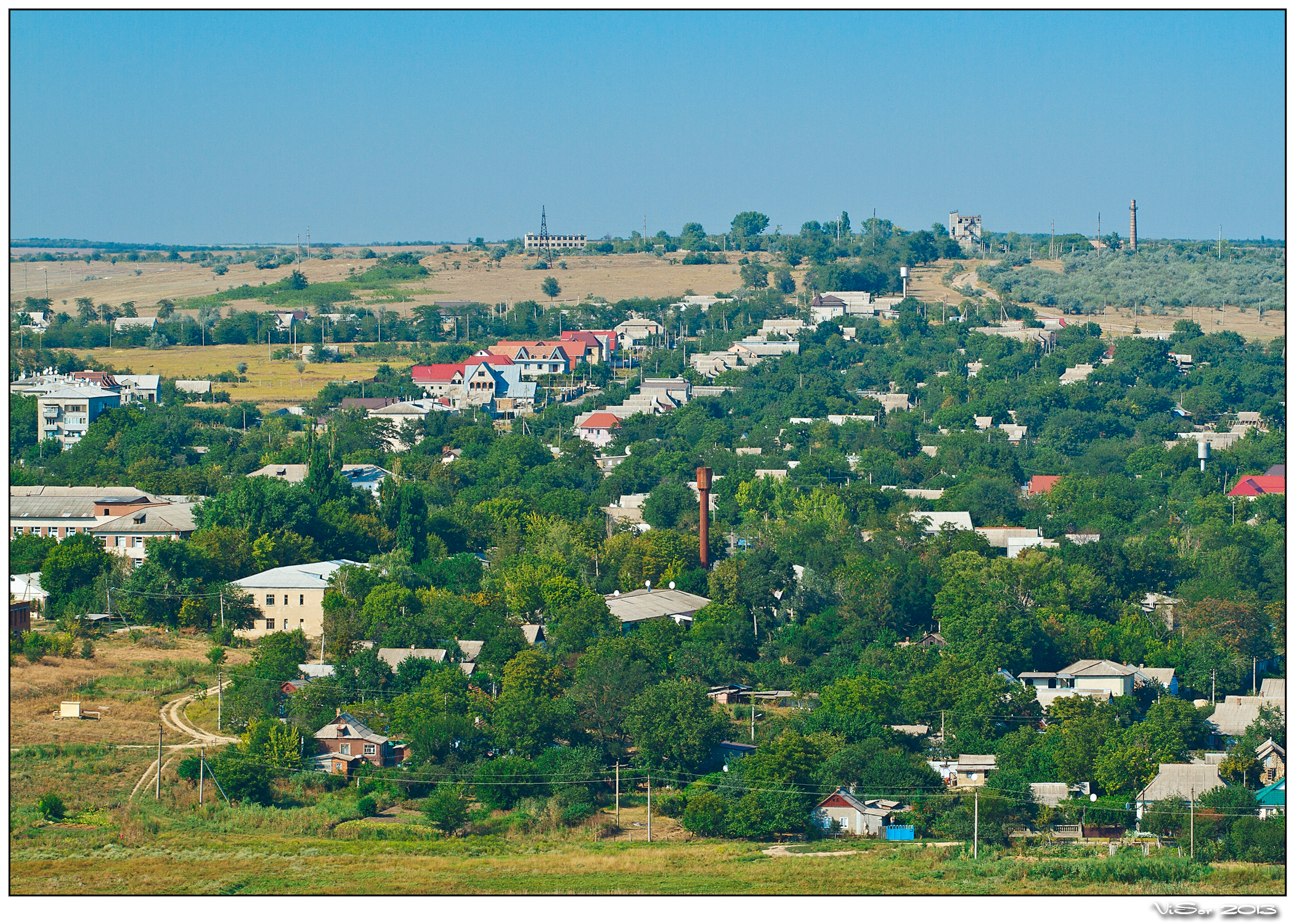
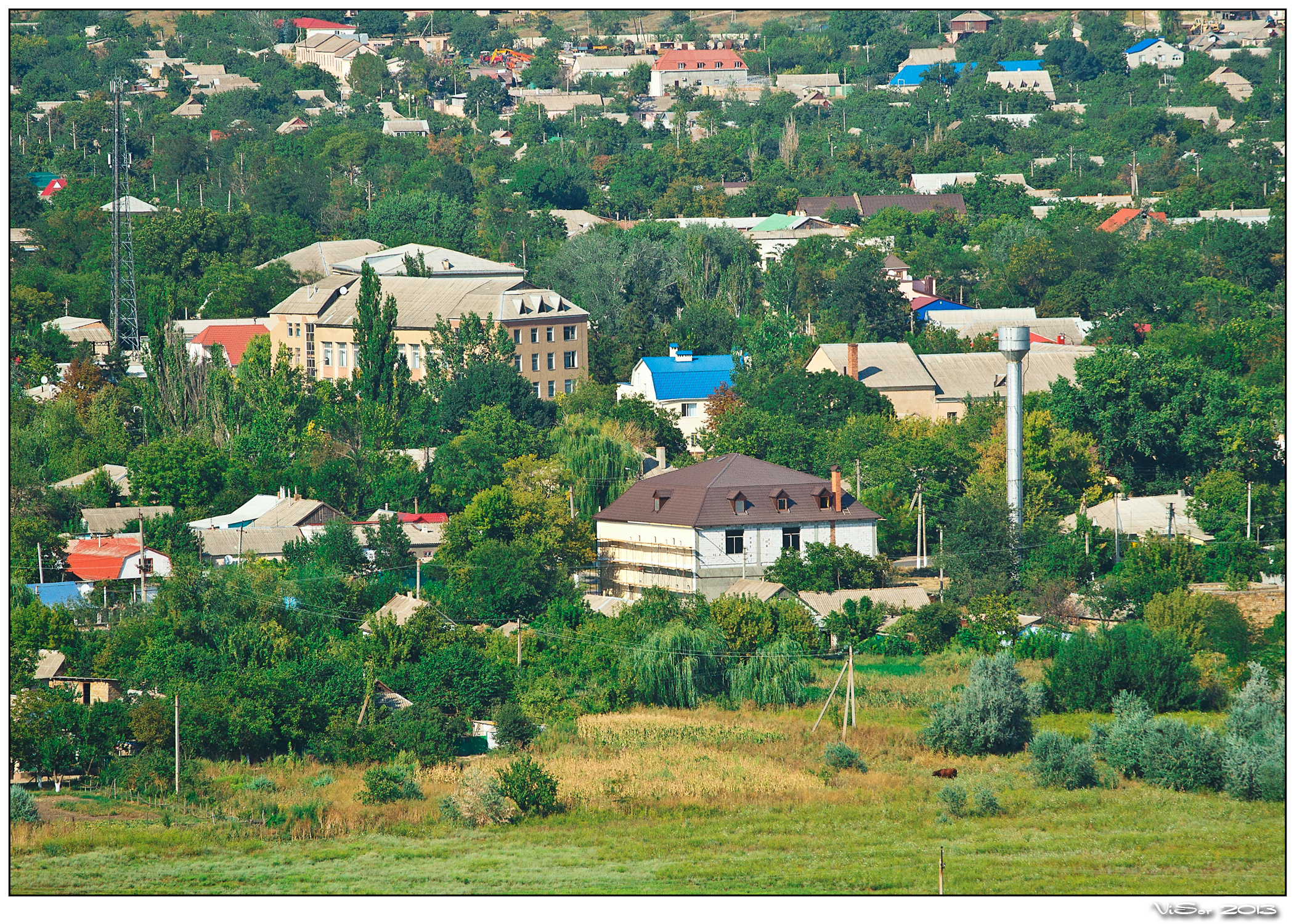
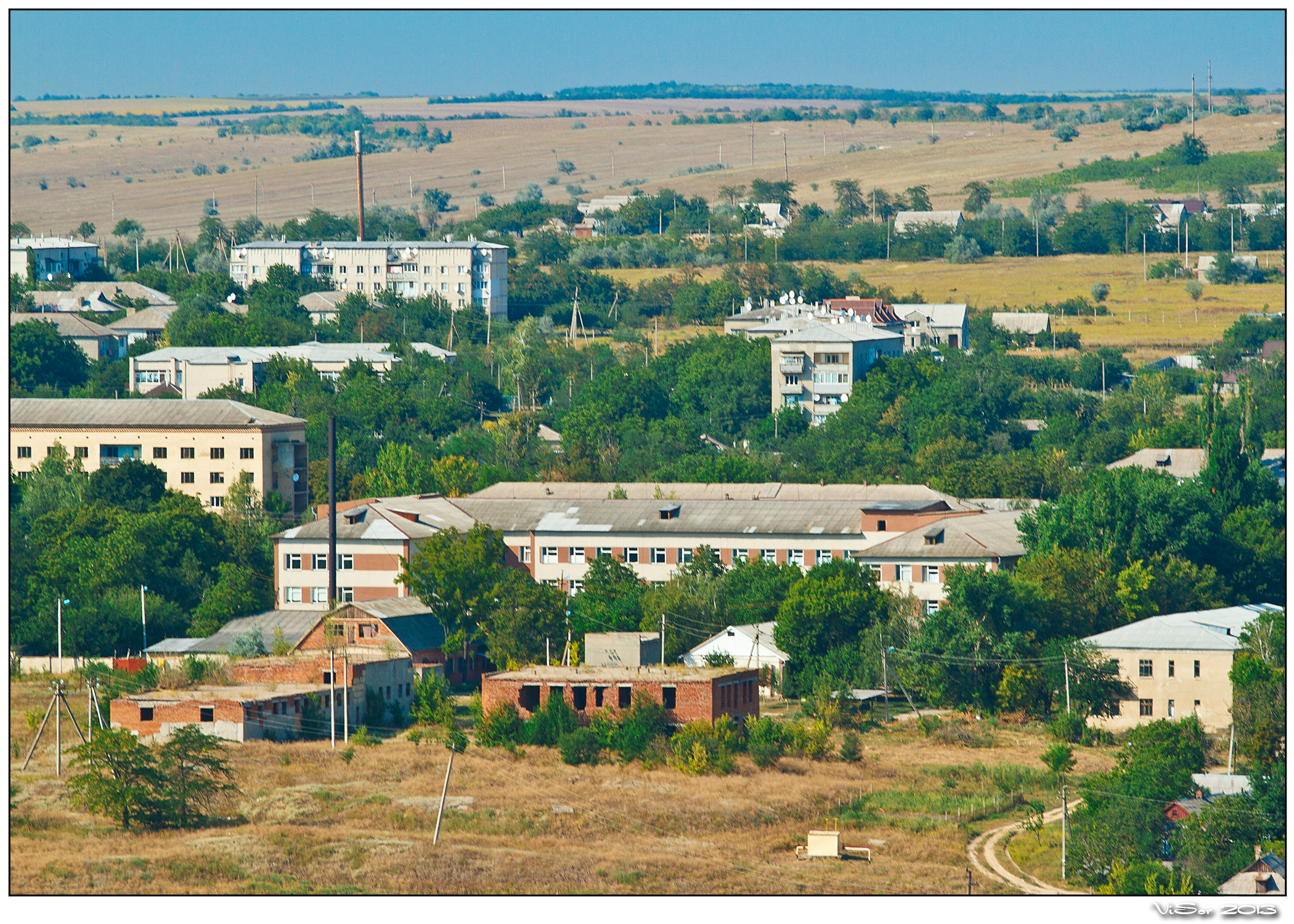
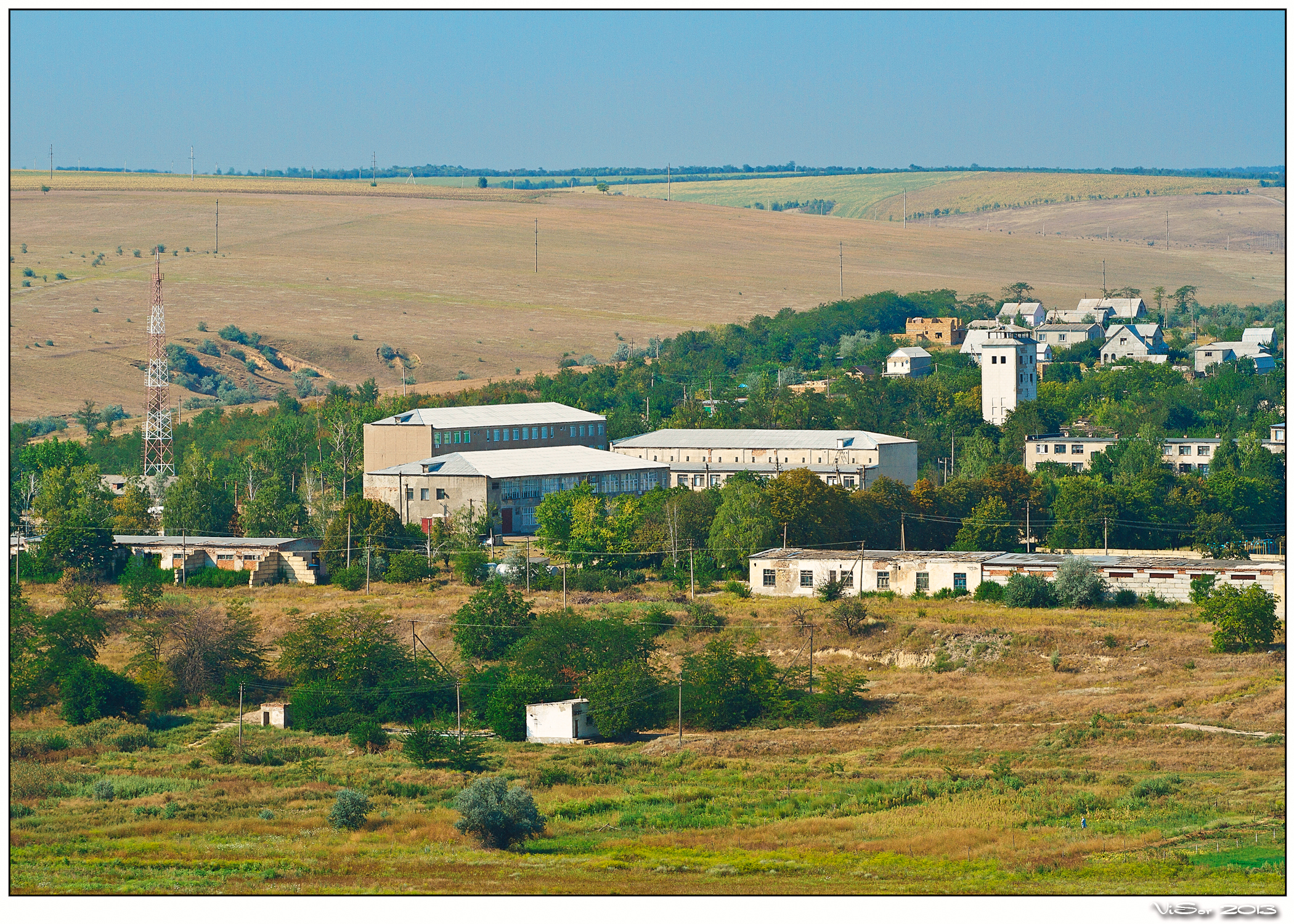
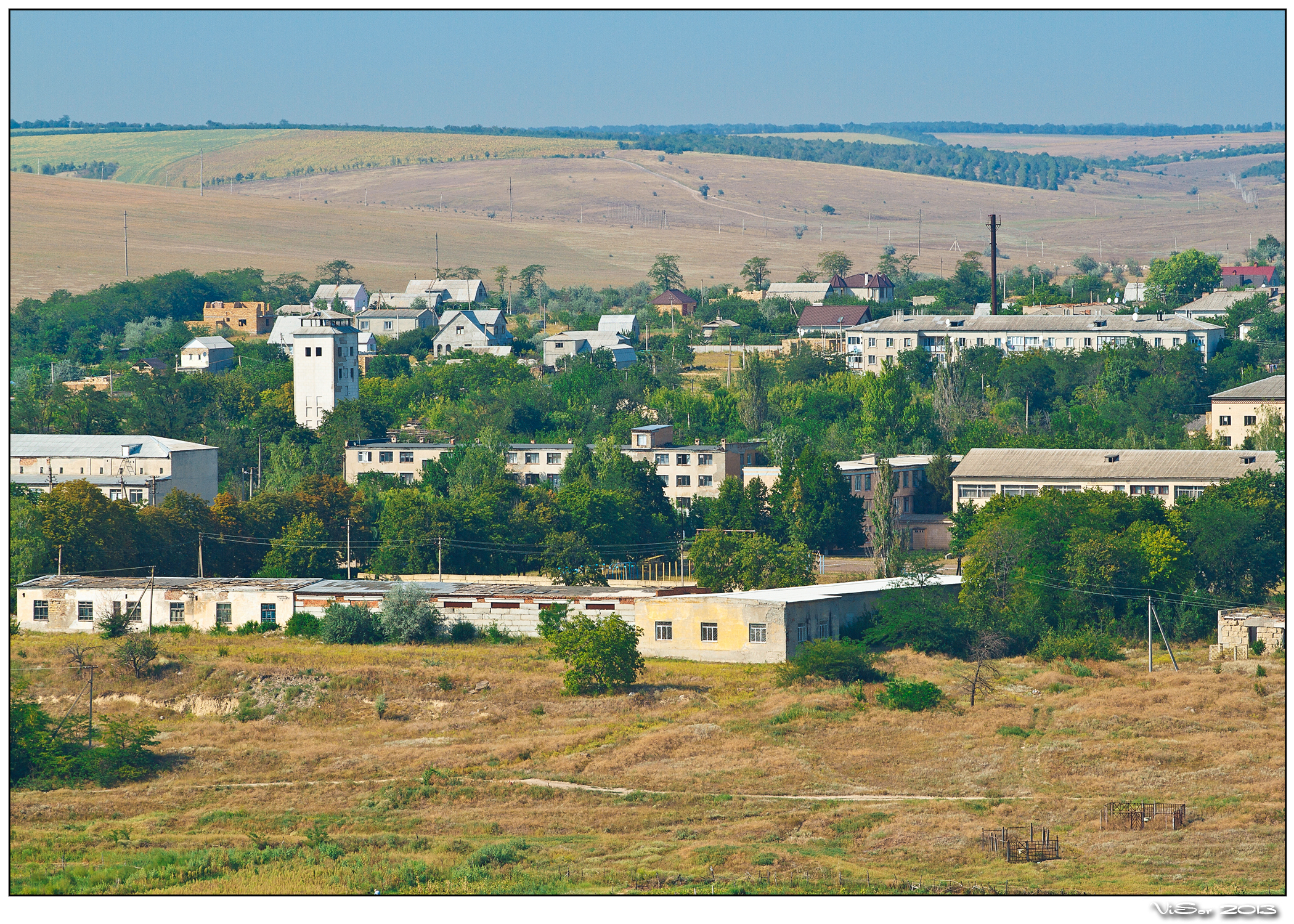
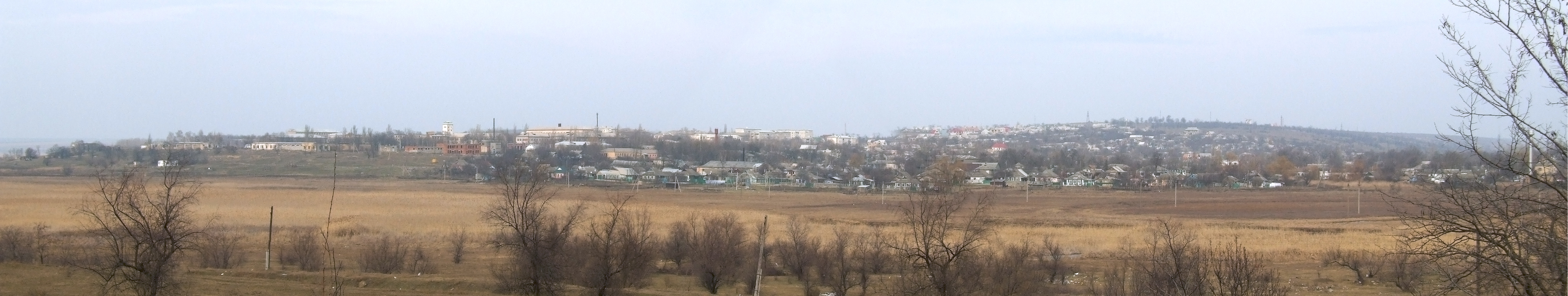
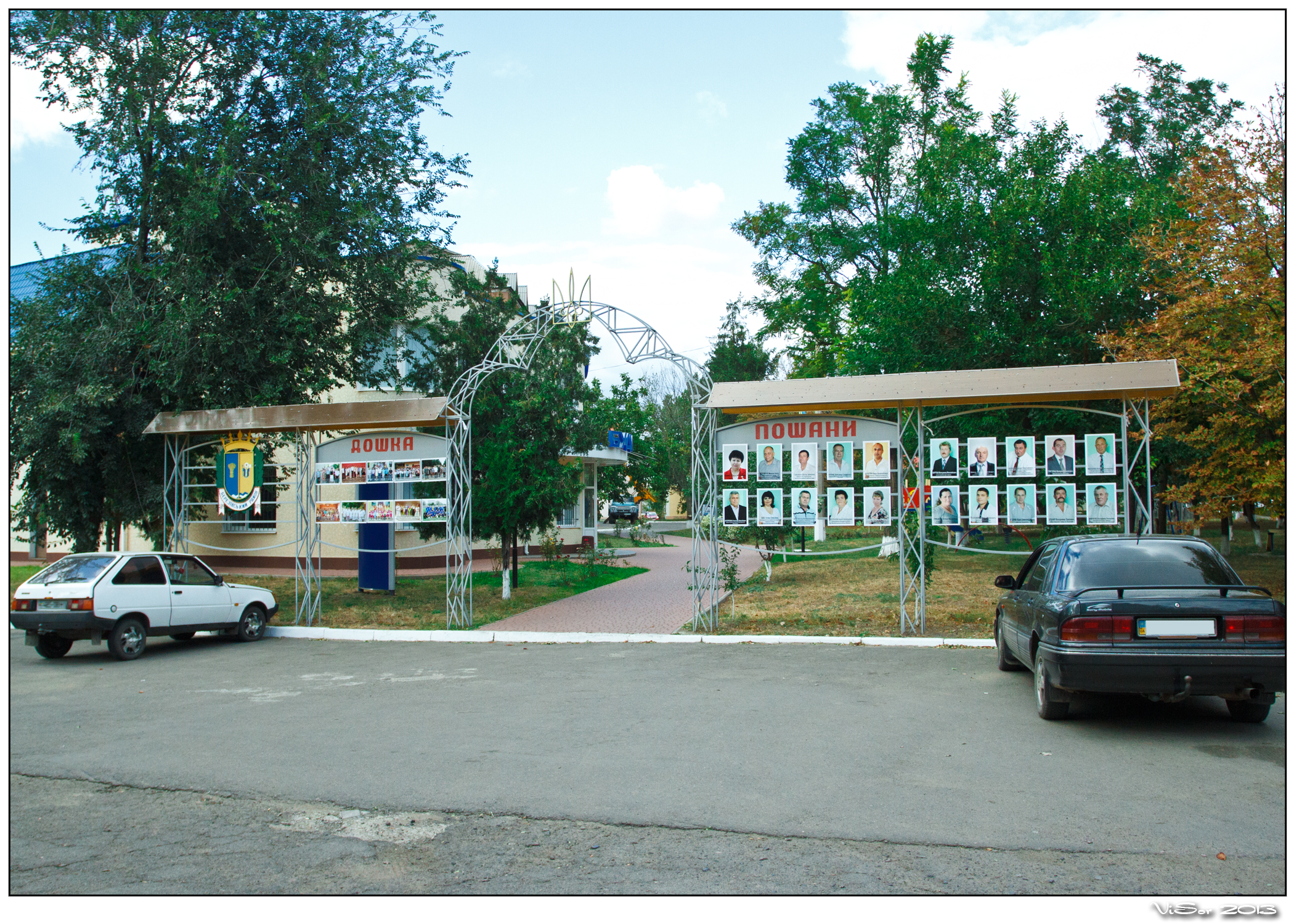
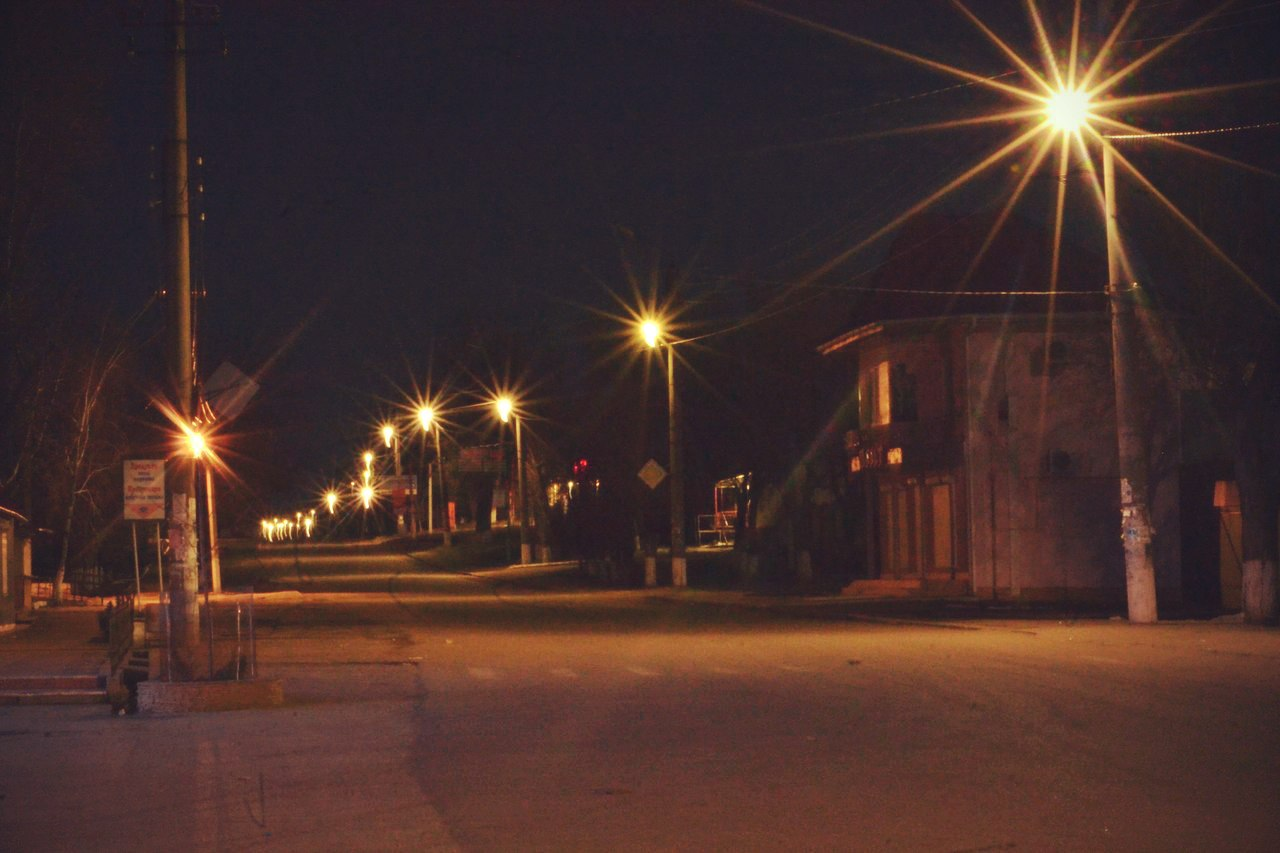
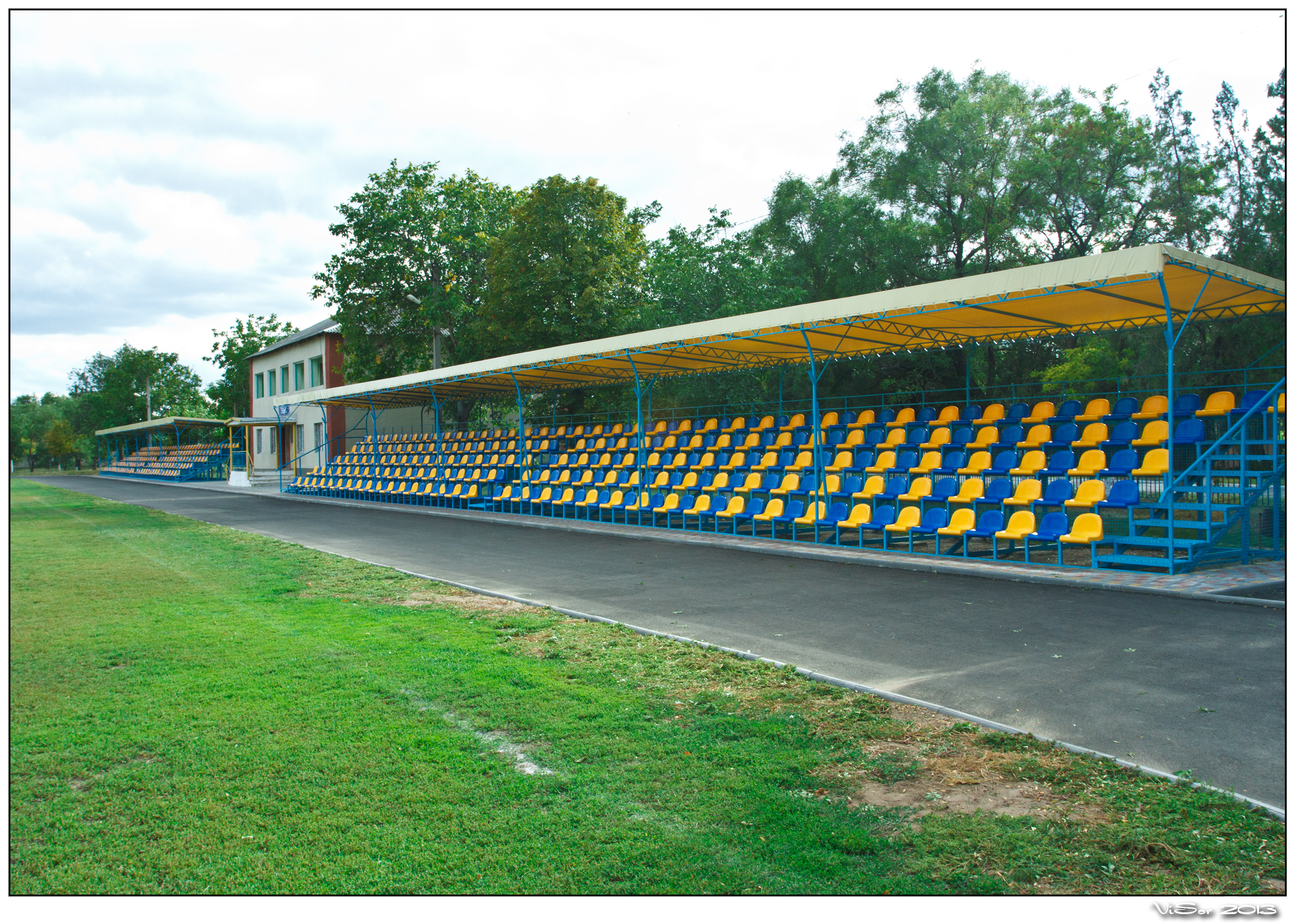
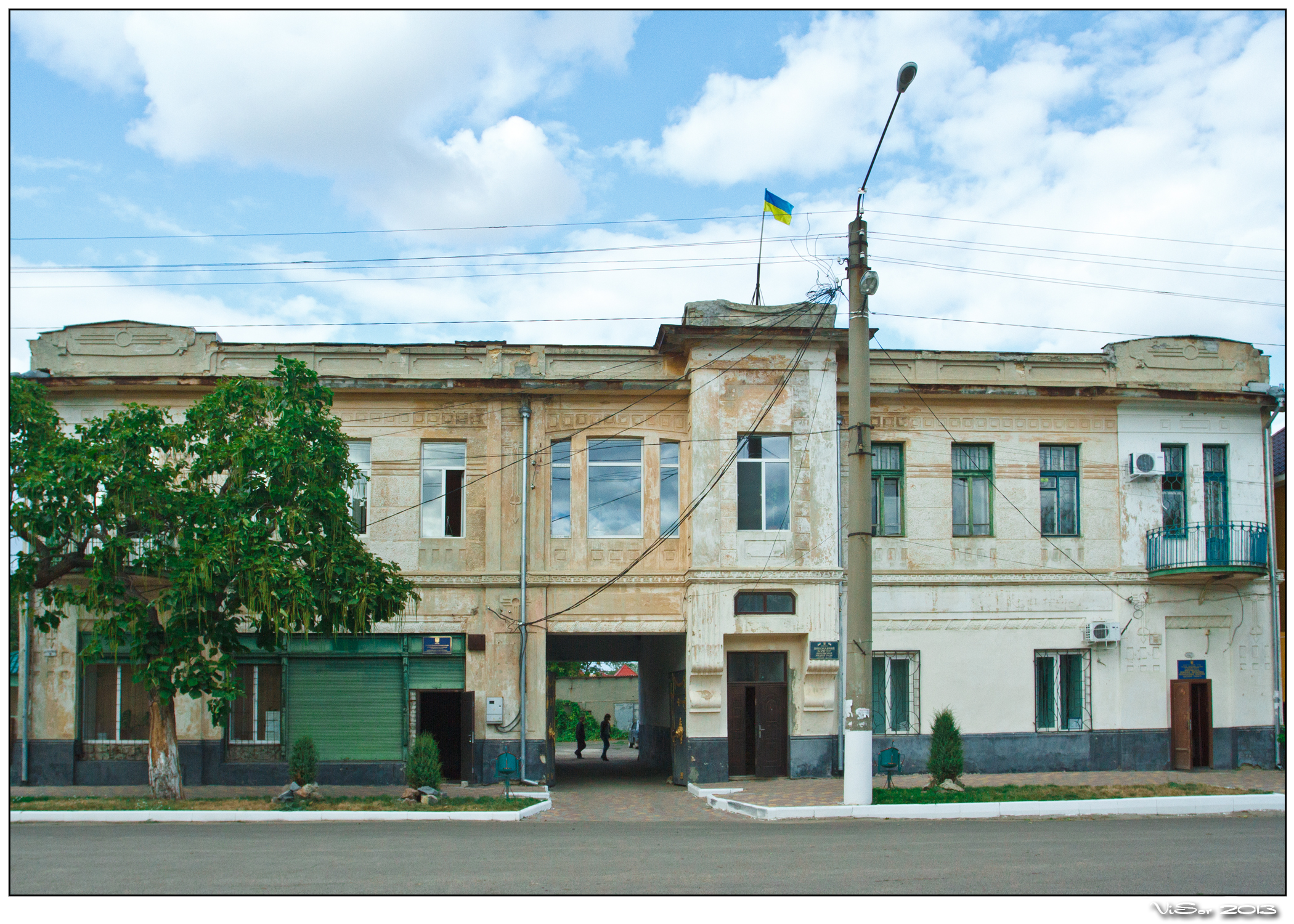

## 來源
1. ↑  . 北京: 中国地图出版社. 2003. ISBN 9787503127212.
2. ↑  . 北京: 中国地图出版社. 2023. ISBN 9787520431699.
3. ↑   (PDF).   [2023-02-18]. （原始内容存档 (PDF)于2022-08-10）.